# Sirwuhajt
Sirwuhajt (arab. سروهيت) – miejscowość w Egipcie, w muhafazie Al-Minufijja. W 2006 roku liczyła 8149 mieszkańców.